# Мацантино (Фиренца)
Мацантино је насеље у Италији у округу Фиренца, региону Тоскана.
Према процени из 2011. у насељу је живело 14 становника. Насеље се налази на надморској висини од 64 м.